# فرودگاه شهری ننانا
فرودگاه شهری ننانا (به انگلیسی: Nenana Municipal Airport) یک فرودگاه همگانی بهره‌برداری هوایی با کد یاتا ENN است که یک باند فرود آسفالت دارد و طول باند آن ۱۴۰۲ متر است. این فرودگاه در شهر ننانا، آلاسکا کشور ایالات متحده آمریکا قرار دارد و در ارتفاع ۱۱۰ متری از سطح دریا واقع شده‌است.